# NGC 896
NGC 896 (другое обозначение — SG 1.04) — эмиссионная туманность в созвездии Кассиопея.
Этот объект входит в число перечисленных в оригинальной редакции «Нового общего каталога».
Является яркой областью на западной стороне туманности IC 1795, которая, в свою очередь, является западной частью туманности Сердце.